# أنس المزيعل
أنس المزيعل (ولد في 10 أكتوبر 1993) هو لاعب كرة قدم سعودي.

## مسيرة اللاعب
لعب سابقاً لنادي الشباب في الفئات السنية و لعب بعدها في نادي سدوس ونادي الدرعية ونادي المجزل ونادي الشرق ونادي ساجر ونادي المزاحمية.